# Signoline Kanyamuneza
Signoline Kanyamuneza, née le 3 mars 1998, est une judokate burundaise.

## Carrière
Signoline Kanyamuneza est médaillée de bronze des championnats d'Afrique de judo 2020 à Antananarivo dans la catégorie des moins de 48 kg.
Elle est médaillée d'argent dans cette catégorie aux Jeux de la Francophonie de 2023 à Kinshasa.